# Luke Macfarlane
Thomas Luke MacFarlane Jr. (ur. 19 stycznia 1980 w Londonie) – kanadyjski aktor filmowy, telewizyjny i teatralny.

## Życiorys

### Wczesne lata
Urodził się 19 stycznia 1980 w London, w prowincji Ontario. Jego ojciec, Thomas, był dyrektorem Studenckiej Służby Zdrowia na Uniwersytecie Zachodniego Ontario, a matka, Penny, pracowała jako pielęgniarka w London Hospital. Ma starszą siostrę Rebeccę i siostrę bliźniaczkę Ruth.
Pod koniec lat 90. przeprowadził się do Nowego Jorku i zamieszkał w Upper West Side. W latach licealnych grał na wiolonczeli w orkiestrze. Po zdaniu matury w London Central Secondary School rozpoczął studia aktorskie w nowojorskiej Juilliard School, którą zakończył w 2003.

### Kariera
W trakcie nauki w Juilliard School wystąpił w uczelnianych spektaklach: Romeo i Julia, Ryszard III, The Grapes of Wrath, The School of Night, Blue Window i Jak wam się podoba. W trakcie studiów był frontmenem i twórcą tekstów piosenek zespołu Fellow Nameless. Po przeprowadzce do Los Angeles pracował jako stolarz.

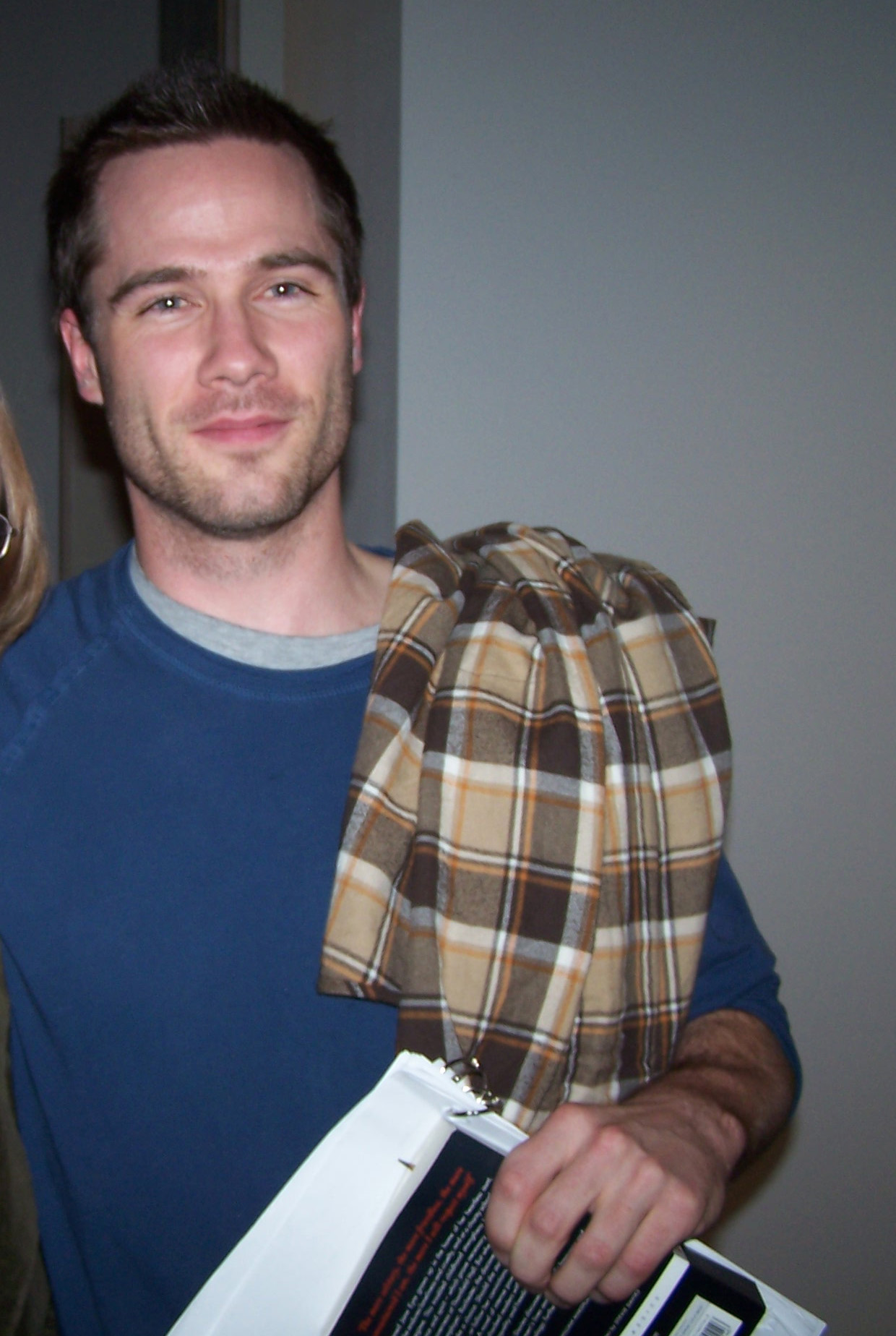
Macfarlane (2007)

W grudnia 2003 został aktorem teatru Playwrights Horizons. Zagrał główną rolę w wyróżnionej dwiema nagrodami GLAAD Media sztuce Gdzie my żyjemy? (Where Do We Live?), której prapremiera odbyła się w maju 2004 w Vineyard Theatre. Latem 2006 zadebiutował w roli Thomasa w sztuce The Busy World is Hushed w Playwrights Horizons, którą od w lutym 2007 zagrał również podczas imprezy Skirball Cultural Center w Los Angeles.
Wystąpił w roli szeregowca Franka „Tumana” Dumphy’ego w 13 odcinkach serialu wojennego stacji FX Odległy front (Over There, 2005) i Stuarta DeBarge’a w filmie Roberta Altmana Tanner on Tanner (2004). Następnie zagrał Scotty’ego Wandella, pewnego siebie partnera Kevina Walkera (Matthew Rhys), w serialu ABC Bracia i siostry (Brothers & Sisters, 2006–2011); wystąpił w 89 odcinkach tej produkcji.
W 2014 zaczął grać w filmach produkowanych przez sieć telewizji kablowej Hallmark Channel. Do 2023 zagrał m.in. w dziewięciu produkcjach świątecznych nakręconych dla tej stacji, np. w Catch Me If You Claus (2023), a także w komedii romantycznej Notes of Autumn (2023).
Wcielił się w rolę D’avina Jaqobisa w serialu science fiction Killjoys (2015–2019). Zagrał Jamesa w świątecznym filmie Michaela Mayera Wieczny singiel (Single All the Way, 2021), pierwszej komedii romantycznej wyprodukowanej dla platformy Netflix. Wcielił się w Aarona Sheparda, jednego z głównych bohaterów komedii romantycznej Nicholasa Stollera Bros (2022) z Billym Eichnerem. Współpracę ze Stollerem kontynuuje za sprawą serialu Apple TV+ Platonic, w którym od 2023 gra adwokata Charliego, męża Sylvii (Rose Byrne). Zagrał tytułową rolę mordercy w filmie telewizyjnym Lifetime Amish Stud: The Eli Weaver Story (2023).

## Życie prywatne
Mieszka w Los Angeles. 15 kwietnia 2008 na łamach kanadyjskiego dziennika „The Globe and Mail” wyznał, że jest gejem. W latach 2005–2006 jego życiowym partnerem był aktor T.R. Knight. Przypisywano mu romans z aktorem Wentworthem Millerem, który miał trwać od 2007 do lutego 2008. Spotykał się z aktorem Charlie Davidem i wrestlerem Chadem Slivenskim (w marcu 2008). Pozostaje w związku z Higem Robertsem, agentem sportowym i byłym narciarzem, z którym ma córkę, Tess Eleanor (ur. 2023).
W 2008 zajął trzecie miejsce w plebiscycie na „najgorętszego gejowskiego idola” zorganizowanym przez portal afterelton.com.
Posiada amerykańskie obywatelstwo. Cierpi na dyslekcję.

## Dorobek artystyczny

### Filmografia
| Rok       | Tytuł filmu/serialu                          | Rola                                     | Uwagi                                   |
| 2004      | Kinsey                                       | Bruce Kinsey                             | rola główna                             |
| 2004      | Tanner on Tanner                             | Stuart DeBarge                           | rola drugoplanowa                       |
| 2005      | Odległy front (Over There)                   | szeregowiec Frank Dumphy, pseud. „Tuman” | rola główna                             |
| 2006      | Recalled                                     | porucznik Sefton                         | rola drugoplanowa                       |
| 2006      | Trapped Ashes                                | Vincent                                  | rola drugoplanowa                       |
| 2006–2011 | Bracia i siostry (Brothers & Sisters)        | Scotty Wandell                           | rola główna                             |
| 2007      | Supreme Courtships                           | Allen                                    | rola drugoplanowa                       |
| 2009      | Droga żelazna (Iron Road)                    | James Nichol                             | rola drugoplanowa                       |
| 2012      | Piękna i Bestia (Beauty & the Beast)         | Phillippe Bertrand                       | odcinek „Proceed with Caution”          |
| 2013      | Impersonalni (Person of Interest)            | Agent Alan Fahey                         | odcinek „Proteus”                       |
| 2013      | Smash                                        | Patrick Dillon                           | odcinki: „The Tonys”, „The Nominations” |
| 2013      | Satisfaction                                 | Jason Howell                             | rola główna                             |
| 2014–2017 | Nocna zmiana (The Night Shift)               | Rick Lincoln                             | rola drugoplanowa                       |
| 2014      | The Memory Book                              | Gabe Sinclair                            |                                         |
| 2015      | Supergirl                                    | Agent Donovan                            | odcinki: „Red Faced”, „Human for a Day” |
| 2015      | Christmas Land                               | Tucker Barnes                            |                                         |
| 2015–2019 | Killjoys                                     | D’avin Jaqobis, agent RAC                | rola główna                             |
| 2016–2017 | Mercy Street                                 | Chaplain Hopkins                         | rola główna                             |
| 2016      | The Mistletoe Promise                        | Nicholas Derr                            |                                         |
| 2017      | Rock Paper Dead                              | Peter Harris                             | rola główna                             |
| 2017      | The Birthday Wish                            | David McKinely                           |                                         |
| 2017      | Karen Kingsbury’s Maggie’s Christmas Miracle | Casey Cummins                            |                                         |
| 2018      | A Shoe Addict’s Christmas                    | Jake Marsden                             |                                         |
| 2019      | Just Add Romance                             | Jason Tucker                             |                                         |
| 2019      | Sense, Sensibility and Snowmen               | Edward Ferris                            |                                         |
| 2020      | A Valentine’s Match                          | Zach Williams                            |                                         |
| 2020      | Chateau Christmas                            | Jackson Lewis                            |                                         |
| 2021      | Świąteczny singiel (Single All the Way)      | James                                    | rola drugoplanowa                       |
| 2021      | Taking a Shot at Love                        | Ryan Cooper                              |                                         |
| 2021      | Christmas in My Heart                        | Sean Grant                               |                                         |
| 2022      | Moriah’s Lighthouse                          | Ben McCain                               |                                         |
| 2022      | A Magical Christmas Village                  | Ryan Scott                               |                                         |
| 2022      | Bros                                         | Aaron Shepard                            | rola główna                             |
| od 2023   | Platonic                                     | Charlie                                  | rola główna                             |
| 2023      | Notes of Autumn                              | Leo                                      |                                         |
| 2023      | Amish Stud: The Eli Weaver Story             | Eli                                      | rola główna                             |
| 2023      | Catch Me If You Claus                        | Chris                                    |                                         |
| 2024      | Niezwyciężony (Invincible)                   | Rick Sheridan                            | głos                                    |
| 2024      | Hacks                                        | Brad                                     | odcinek: „Better Late”                  |

### Role teatralne
| Rok       | Tytuł sztuki                | Rola                |
| --------- | --------------------------- | ------------------- |
| 2003      | Juvenilia                   | Brondie Chase       |
| 2004      | Where Do We Live?           | Stephen             |
| 2006–2007 | The Busy World is Hushed    | Thomas              |
| 2009      | The Jazz Age                | F. Scott Fitzgerald |
| 2010–2012 | Sam Bendrix at the Bon Soir | Sam Bendrix         |
| 2010      | Some Men                    |                     |
| 2011      | The Normal Heart            | Craig Donner/Grady  |
| 2012      | The Normal Heart            | Felix Turner        |
| 2015      | Reverberation               | Jonathan            |
| 2016      | Running on Fire             |                     |
| 2017      | Big Night                   | Austin              |